# کلیسای پولادلوی
کلیسای پولادلوی (ارمنی: Փոլադլուի եկեղեցի؛ انگلیسی: Poladlu) یک کلیسا متعلق به کلیسای حواری ارمنی واقع در شهر پولادلوی، شهرستان گده‌بی جمهوری آذربایجان می‌باشد. ساخت و ساز این ساختمان در سده‌های ۱۶–۱۷ام میلادی؛ به پایان رسید. این بنا به سبک معماری ارمنی طراحی شده‌است.